# Brendon Urie
Brendon Boyd Urie (* 12. dubna 1987, St. George, Utah, USA) je hlavní zpěvák americké skupiny Panic! at the Disco. Hraje také na klavír, harmoniku, flašinet, violoncello, basu, bicí a kytaru.

## Životopis

### Dětství
Brendon je nejmladší z pěti dětí a byl vychován v rodině, která patří do Církve Ježíše Krista Svatých posledních dnů a jeho kolega ze skupiny Ryan Ross o něm řekl, že byl dobrým Mormonem. Brendon se později své víry vzdal.
Střední školu navštěvoval v Palo Verde, v části nazvané Summerlin. Na střední škole se také připojil k Panic! at the Disco. Setkal se totiž na hodině kytary s Brentem Wilsonem a ten se jej zeptal, zda nechce přijít vyzkoušet něco zahrát, jelikož zrovna hledali kytaristu.

### Hudba
Zpočátku by jej nenapadlo, že se stane hlavním zpěvákem, tuto úlohu zastával textař a kytarista Ryan Ross.
Nicméně na jedné za zkoušek se Brendon k mikrofonu postavil a zbytek kapely byl ohromen jeho hlasem a všichni se shodli na tom, že by se měl stát hlavním zpěvákem.
V té době se začal Urie natolik věnovat skupině, že se přestal věnovat škole a téměř ji nedokončil.
Po dokončení střední školy podporovali rodiče Brendona v tom, aby pokračoval ve studiu na vysoké škole, ale on oproti jejich přání se rozhodl dát přednost svým zájmům a chtěl, aby se Panic! at the Disco prosadili.
Rodiče s jeho rozhodnutím nesouhlasili, proto musel Brendon odejít z domova. Musel si proto najít dobré zaměstnání, aby byl schopen platit nájem za zkušebnu i svůj pronájem. Práci našel v místním podniku Smoothie Hut, kde ho podporovali a pomohli mu platit nájem zkušebny.
Později viděl jeho otec první významnější vystoupení P!ATD v Las Vegas a rozhodli se svého syna vzít na milost a začít ho v hudbě podporovat. V současné době jsou jeho rodiče pro něj velkou oporou.